# 外来語
外来語（がいらいご）は、広義の意味としては他の言語から借用され、自国語と同様に使用するようになった語（借用語）を指し、狭義の意味としてはその中から、主として欧米諸国から入ってきた語（広義から、漢語を除いた言葉。洋語や横文字とも呼ばれる）を指す。また狭義の場合、カタカナで表記することが多いことからカタカナ語（この表記は適切ではない、理由は後述）とも呼ばれる。

## 外来語と借用語の違い
現代言語学辞典によると、
外来語は「外国語の音とアクセントをほぼそのままの形で取り入れたもの」となっており、
借用語は「自国語の音韻体系に合うように変形して取り入れたもの」となっている。
しかし、実際には音声形に変形が見られるかどうかとは関わりなく、外来語は外国語からとりいれられて日本語として定着したものを外来語と総称することが多い。
または、外来語を洋語（西洋の諸語から取り入れた語）の意味として、そこに漢語などを含むものを借用語として表すものもある。さらには、「葡萄酒」や「車」などの翻訳借用語を含みうる点で借用語を外来語の上位概念と捉える人もいる。他には、外来語≒借用語とし、狭義の外来語には西欧語由来の洋語、広義の外来語にはそれに漢語を含むものとして扱っているものもある。
日本大百科全書では、他の言語あるいは、方言から借り入れた（借用した）語を借用語とし、その中で、他の言語からの場合は外来語とも言われるとしている。
総じて「外来語」と「借用語」との違いは人によって異なり、曖昧なものとなっている。

## カタカナ語
外来語はカタカナ語として表記される場合があるが、カタカナ語は「日本語の文章の中でカタカナで表示される言葉」とされ、カタカナ語は外来語（借用語）の他に、和製英語（ノートパソコン・ヴァージンロード等）、略語（エアコン・リモコン等）、特別な事情があってわざとカタカナ表記する言葉（和名のカタカナ表記やヒロシマ・ナガサキ等）も含む。そのため、人によって扱いが異なるが（外来語＝カタカナ語としているものも存在する）、外来語とカタカナ語の意味の違いは鮮明で両者は大きく異なる。

## 種類

### 広義の外来語

#### 古代～室町時代
古い朝鮮語との関連が指摘される言葉がある（「カササギ」など）。
中国語などの中国経由で入ってきた漢字を用いた語は漢語と呼ばれる。サンスクリットも流入した（ただし漢訳された形で定着したものも多い）。
また「馬（うま）」や「梅（うめ）」なども実際には和語（大和言葉）でなく中国語の借用語ではないかという説がある。
旧来から存在する和語や漢語をあわせて「在来語」と表現する者もいる。

#### 戦国時代～江戸時代中期
宣教師の渡来により西洋言語が一部流入し始めた。16世紀にポルトガル語から入ってきたタバコやパン、江戸時代にオランダ語から入ってきたガラスなどが日本語としてよく定着している。これら比較的古い時代に流入した西洋語を「渡来語」と称し、近代化以降の外来語と区別することがある。
この時期、北海道で和人の支配が拡大する。アイヌ語由来の語としては「ラッコ」「トナカイ」「ルイベ」、ニヴフ語由来の語としては「クズリ」などが挙げられる。

### 狭義の外来語

#### 幕末～昭和戦前時代
日本が近代化する幕末期から明治維新以降、西洋からの外来語が本格的に増加する。
各分野それぞれにおいて技術輸入元が違うことが多かったため、鉄道用語はイギリス英語、医学・政経用語はドイツ語、芸術用語はフランス語起源のものが多く使われている。
西洋語に漢字を当て字したものもある。倶楽部（club）、画廊 （gallery）、簿記（bookkeeping、あるいはbookingという説も）などである。
その逆に、この時期に中国語から取り入れた語は、現代中国語音や現代広東語などの方言音によってカタカナ音写表記されることも多い（面子（メンツ）やワンタンなど）。
20世紀初頭にソビエト連邦が成立すると、政経用語でロシア語由来のものが増加した。

#### 昭和戦後時代～
アメリカ英語由来のものが増加する。
和語や漢語が同義の洋語に置き換えられるか、同義の洋語が和語や漢語より優勢になる場合もある。「乳（ちち）、牛乳→ミルク（milk）」、「橙色（だいだいいろ）→オレンジ（orange）」、「葡萄酒→ワイン（wine）」、「乗合自動車→バス（bus）」などの例がある。
また戦後の日本語では、古くから使用されているポルトガル語・オランダ語等からの外来語が、英語からの同義の語彙に置き換えられたりする場合もある。「ズック (蘭: doek) →カンバス・キャンバス (canvas)」、「ビロード (葡: veludo) →ベルベット (velvet)」などの例が挙げられる。
エスニック料理などの普及とともに、これまで縁のなかった言語からの外来語も増加した。

### その他
- 外来語であることが意識されなくなったものも多い。稀に、外来語が日本人の姓になっている例もある。山口県を中心に見られる煙草谷（たばこたに）姓はその一つといえる。
- 外国語に借用された日本語の単語を「外来語」の逆として「外行語」と呼ぶ場合がある。
  - 例：「Tsunami（津波）」「Sushi（寿司）」「Manga（漫画）」「Tofu（豆腐）」「Bokashi（ぼかしの肥料）」など

外来語の導入の理由では、物と一緒に自然に入ってきた外来語と、日本人の側が意識的に入れた外来語がある。物と一緒に自然に入ってきた物とは、日本に無い物が日本に入ってきた場合に、当然それを指し示す日本語もないために入ってきた語である。日本人が意識的に入れた外来語とは、お役所言葉に漢語やカタカナ語が多い、お菓子をスイーツに言い直すように、和語よりも外来語が格好良い、格調高いと一般的に思われているため、販売促進などで言い換えられる語である。
2006年の調査では当時の大学生より当時の中高年のカタカナ語使用率が高かったことから、アメリカにカルチャーショックを受けた世代は意識的に多用しているのではないかという説もある。

## 外来語の表記・表現
日本語の場合、一般に外来語はカタカナで表記して区別されるが、「瓦斯」(gas)、「米」(meter)などのように漢字を当てる場合や、「頁」(page)のように訓読みになっている場合もある。ほかに、外来語との認識の薄い語がひらがなで表記される場合もある（「タバコ」を「たばこ」など）。また、2文字以上の漢字で表記されて熟字訓で読まれることのある語もある（「メリヤス」を「莫大小」、「タバコ」を「煙草」）。また、外来語を表記するために、国字（和製漢字）が作られた例もある（「ブリキ」を「錻力」または「錻」）。
また、英語において英語以外の言語に起源を求めることができる語のみにみられる"j"の文字、語頭に"v"を用いる綴り方（以上フランス語起源）、[k]と発音される"ch"（古典ギリシャ語、イタリア語）などのように、日本語についても同様に文字・綴り・発音の面において外来語に特有な次のような表記・表現がみられる。さらに外来語にのみあらわれる拗音風の仮名の組み合わせもある。「シ」「ジ」「チ」以外の「い段」音の仮名に「ェ」を組み合わせて「イェ」「キェ」等と表記したり、「い段」音以外の仮名に「ァ」「ィ」「ゥ」「ェ」「ォ」、または「ャ」「ュ」「ョ」をそれぞれ組み合わせて表記する。これらは、下の一覧表では外来語の表記に含めた。
- 第1字が「イ」または「ウ」である場合はそれが半母音化[y]、[w]し、それが頭子音となる。[t]または[d]に始まる音の第1字は「テ」「ト」「デ」「ド」で書かれる。
- 日本語の「い」段音には、同行の他の段で用いられる子音が硬口蓋化したものとは異なる子音を持つもの（「し」「じ」「ち」「ぢ」「ひ」）が存在する。このうちサ行・ザ行・タ行・ダ行の（イ段以外で用いられる）子音が口蓋化したものに「イ」の母音が続く発音[sʲi]、[tʲi]、[zʲi]、[dʲi]は、日本語の音韻体系においては空白となっていたが、外来語の原語により近い発音を表すのに「さ」行、「た」行、「ざ」行、「だ」行の頭子音に母音[i]をつけて「スィ」、「ティ」、「ズィ」、「ディ」といった表記が行われるようになった。

用例　イェ／ツァ・ツィ・ツェ・ツォ／ティ・テュ・ディ・デュ／トゥ・ドゥ／ファ・フィ・フェ・フォ／ウィ・ウェ・ウォ／ヴァ・ヴィ・ヴェ・ヴォなど
これらの拗音風の外来語の表記は、できるだけ本来の外国語の発音に近づけるために1モーラで発音することを期待した表記であるが、なかには日本語母語話者には発音が困難であったり、従来からの慣用があるため、下記のように2モーラに発音したり、別の1モーラに置き換えて発音することがある。特に、「シ」「チ」「ジ」を除く「い段」直音に「ェ」を付した「イェ」「キェ」「ニェ」などや円唇化された子音を頭子音に持つ「ウィ」「クァ」「グァ」「スィ」などで表現される語の場合、日本語母語話者の多くは日常会話では、その2文字目を普通文字で表記した2モーラの「イエ」「ウイ」「クア」などで表現される語とは、意味上はもちろん、発音の上でもその違いをほとんど認識することはなく、その発音の可否にかかわらず多くの場合、いずれも2モーラに認識する（例：イェス／イエス、ウェハース／ウエハース、クェスチョン／クエスチョン、グァテマラ／グアテマラ、スェーデン／スエーデン／スウェーデン）。外来語の中には、これまでに慣用の表記と発音がすっかり定着してしまっているため、拗音風の外来語の表記・発音がほとんどあるいはまったく使われないものもある（例：エチケット／エティケット、ラジオ／ラディオ／レイディオ）。平成3年に内閣告示された『外来語の表記』では、このうち国語化の程度が高い語に使われる仮名は第1表に、国語化の程度がそれほど高くない語、またはある程度外国語に近く書き表す必要のある語に使われる仮名は第2表に収められている。
- イェロー（yellow 英：黄色）→イエロー
- イェル（yell 英：学生などの応援の叫び）→エール
- ウィーク（week 英：週）→ウイーク
- ウェイト（weight 英：重量）→ウエイト
- ヴァイオリン（violin 英：弦楽器の1種）→バイオリン
- クォーツ（quartz 英：石英）→クオーツ
- グァム島（Guam 英：太平洋上の米領の島の1つ）→グアム島、ガム島
- スィン（グ）（sing 英：歌う）→シング
- スウィン（グ）（swing 英：揺れる、揺する）→スイング
- デュース（deuce 英：庭球等の競技用語）→ジュース
- トゥ（two、to 英：2、～へ）→ツー

一般に、日本語には母音の長短の区別があるとされ、外来語の表記には「ー」を用いて長音をあらわす。ただし、日本語がその元となった言語の母音の長短の区別を本当にとり入れているのかどうかは疑問である。パーキスターンやイーラーンと言った国名はそれぞれ、パキスタン、イランと短母音で取り入れている。アフガニスタンの首都のカーブルや、パキスタンの都市のペシャーワル、料理の名前のシシカバーブ、言語名のタミル語なども、それぞれカブール、ペシャワール、シシカバブー、タミール語などと、本来伸ばすべき所を伸ばさなかったり、逆に伸ばさなくて良い所を伸ばしたりして取り入れている。これは、元来日本語自体が母音の長短の区別に疎いと言うことも考えられる。また外国の地名や人名の場合、現地の言葉からではなく、英語を介して取り入れているため、英語話者のアクセントの位置を長音にして取り入れている場合もある。
また、タミール語のようにおそらくパミール高原などの他の地名などの発音から類推されてとりいれられたのではないかと思われるものもある。

### 一覧表
|  | 『外来語の表記』（平成3年＜1991年＞、内閣告示）の第1表に挙げられたもの。これらの仮名は国語化の程度の高い語を表すことができるもので、その発音は日本語の音韻として定着したものが使われ、1文字目の頭子音+2文字目の母音で発音される。なお表される外来音と発音される日本語の音は全く同じとは限らず、音声学的には微妙に異なる場合がある。                                        |
|  | 『外来語の表記』第2表にあげられたもの。これらの仮名は、国語化の程度がそれほど高くない語、ある程度外国語に近く書き表す必要のある語（特に地名・人名の場合）に使われる。その表される音は日本語の音韻として定着していない場合が多く、2モーラで発音されたり、他の音で発音されることが多い。この場合、外来音に対しては表音主義的であるが、日本語音に対しては表音主義的ではない。 |
|  | 『外来語の表記』の表に挙げられていないもの。特殊な音を表し、『外来語の表記』では取り決めが行われず、自由とされている。発音の正確を求めるときに、小文字を2個使用し1モーラにすることもある。 |

| /a/          | /i/          | /u/       | /e/           | /o/          | 表記される外来音 | /a/         | /i/         | /u/       | /e/           | /o/         | 表記される外来音 |
|              | イィ(yi)     |           | イェ(ye)      |              | /j/              |             |             |           |               |             |                  |
| ウァ*1(wa)   | ウィ(wi)     | ウゥ(wu)  | ウェ(we)      | ウォ(wo)     | /w/              | ウャ(wya)   |             | ウュ(wyu) |               | ウョ(wyo)   | /wj/             |
|              | キィ(kyi)    |           | キェ(kye)     |              | /kj/             |             | ギィ(gyi)   |           | ギェ(gye)     |             | /gj/             |
| クァ(kwa)    | クィ(kwi)    | クゥ(kwu) | クェ(kwe)     | クォ(kwo)    | /kw/             | グァ(gwa)   | グィ(gwi)   | グゥ(gwu) | グェ(gwe)     | グォ(gwo)   | /gw/             |
|              |              |           | シェ(she)     |              | /ʃ/              |             |             |           | ジェ(je)      |             | /ʒ, ʤ/           |
|              |              |           |               |              |                  | ジュァ(jwa) | ジュィ(jwi) |           | ジュェ(jwe)   | ジュォ(jwo) | /ʒw, ʤw/         |
|              | スィ(si)     |           |               |              | /s/              |             | ズィ(zi)    |           |               |             | /z/              |
| スャ(sya)    |              | スュ(syu) | スィェ*3(sye) | スョ(syo)    | /sj/             | ズャ(zya)   |             | ズュ(zyu) | ズィェ*3(zye) | ズョ(zyo)   | /zj/             |
| スァ(swa)    | スゥィ(swi)  |           | スェ*3(swe)   | スォ(swo)    | /sw/             |             |             |           | ズェ*3(zwe)   |             | /zw/             |
|              |              |           | チェ(che)     |              | /ʧ/              |             |             |           | ヂェ(je)      |             | /ʤ/              |
| チュァ(chwa) | チュィ(chwi) |           | チュェ(chwe)  | チュォ(chwo) | /ʧw/             |             |             |           |               |             |                  |
| ツァ(tsa)    | ツィ(tsi)    |           | ツェ(tse)     | ツォ(tso)    | /ʦ/              |             |             |           |               |             |                  |
|              | ティ(ti)     | トゥ(tu)  |               |              | /t/              |             | ディ(di)    | ドゥ(du)  |               |             | /d/              |
| テャ(tya)    |              | テュ(tyu) | ティェ*2(tye) | テョ(tyo)    | /tj/             | デャ(dya)   |             | デュ(dyu) | ディェ*2(dye) | デョ(dyo)   | /dj/             |
| トァ(twa)    | トィ(twi)    |           | トェ(twe)     | トォ(two)    | /tw/             | ドァ(dwa)   | ドィ(dwi)   |           | ドェ(dwe)     | ドォ(dwo)   | /dw/             |
|              | ニィ(nyi)    |           | ニェ(nye)     |              | /nj, ɲ/          |             |             |           |               |             |                  |
| ヌァ(nwa)    | ヌィ(nwi)    |           | ヌェ(nwe)     | ヌォ(nwo)    | /nw/             |             |             |           |               |             |                  |
| ファ(fa)     | フィ(fi)     |           | フェ(fe)      | フォ(fo)     | /f/              | ヴァ(va)    | ヴィ(vi)    | ヴ(vu)    | ヴェ(ve)      | ヴォ(vo)    | /v/              |
| フャ(fya)    |              | フュ(fyu) | フィェ*2(fye) | フョ(fyo)    | /fj/             | ヴャ(vya)   |             | ヴュ(vyu) | ヴィェ*2(vye) | ヴョ(vyo)   | /vj/             |
|              |              |           | ピェ(pye)     |              | /pj/             |             |             |           | ビェ(bye)     |             | /bj/             |
| プァ(pwa)    | プィ(pwi)    |           | プェ(pwe)     | プォ(pwo)    | /pw/             | ブァ(bwa)   | ブィ(bwi)   |           | ブェ(bwe)     | ブォ(bwo)   | /bw/             |
|              | ミィ(myi)    |           | ミェ(mye)     |              | /mj/             |             |             |           |               |             |                  |
| ムァ(mwa)    | ムィ(mwi)    |           | ムェ(mwe)     | ムォ(mwo)    | /mw/             |             |             |           |               |             |                  |
|              | リィ(ryi)    |           | リェ(rye)     |              | /rj, lj/         |             |             |           |               |             |                  |
| ルァ(rwa)    | ルィ(rwi)    |           | ルェ(rwe)     | ルォ(rwo)    | /rw, lw/         |             |             |           |               |             |                  |

1. 「ウァ」は主にラテン語の表記に多く用いられる。発音はワと同じ。
2. 「キャ行‧ギャ行」などの理屈で「テャ‧デャ行」と「フャ、ヴャ行」を綴ると、エ段の音は「テェ‧デェ」と「フェ‧ヴェ」になる。しかし、「テェ‧デェ」は長音と認識され、「フェ‧ヴェ」はすでに/fe/と/ve/とされているため、1モーラにするときに「ィ」「ェ」が必要。
3. /sje/に「スェ」を入れる例もあるが、「スェ」は/swe/と使われることが多い。「ェ」は/i/や/j/の音素が含まないため、「スェ」に/swe/が正しいと思われる。
例：スェーベルカッター、スェージングマシン

## 外来語と方言
他の言語との接触頻度や形態に地域差がある場合、一部の地域においてのみ借用が行われることがある。
日本語における方言特有の外来語の例をいくつか挙げると、朝鮮語で「友達」を意味する「チング」は長崎県や山口県の一部など朝鮮半島と距離的に近い地域で日常的に使用されている。長崎県の郷土料理「ハトシ」は広東語からの、鹿児島弁などで「黒板消し」を意味する「ラーフル」はオランダ語からの外来語と考えられ、西九州地方の「縁台・長椅子」を意味する「バンコ」は「ベンチ」を意味するポルトガル語由来であり、西日本および北陸地方で「かぼちゃ」を「ボーブラ」と言う地方があるが、これもポルトガル語からとされる。また、琉球方言には「咆腹了（チュファーラ＝満腹の意）」など中国語(吃饱了、喫飽了、IPA：  tʂʰɨ55paʊ̯31lɤ)由来の外来語が散見されるほか、現代沖縄方言（ウチナーヤマトグチ）には英語由来の単語や表現が日本本土とは異なる表記・発音で取り入れられている。

## 派生語
外来語の浸透にともなって、和製英語を含む和製外来語など、外来語からの造語も用いられるようになった。また、「テレビジョン」を「テレビ」、「コンビニエンスストア」を「コンビニ」というなど独自の略語も用いられている。中には「コスチュームプレイ」から派生した「コスプレ」のように日本語以外の言語に逆輸入の形で広がり示す言葉も存在する。

## 制限論
ある言語の中に極めて大量の借用語がある場合、国立国語研究所による「外来語」言い換え提案のように、利便性や言語の自立性の観点から言い換えが提案されることがある。また、日本では和語で表現できる事物ですら外来語や漢語に言い換えられることがしばしばあるため、外来語が必要以上に多用されることで意味がわかりにくくなっているという教育関係者からの批判もある。特に外来語は、なるべく漢字を用いた語に言い換えたほうが分かりやすいとされる。国立国語研究所「外来語」委員会 は「オンデマンド」を「注文対応」のようにカタカナ語を漢字に置き換える例を提案している。
日本では明治維新後、近代化に伴って外来の事物を表現するために漢語や外来語の使用を増やし、従来固有語で表現していた事物ですら漢語や外来語に置き換えたが、政府は難しい漢語とカタカナ言葉を使うことで人々を煙に巻いているという批判が当時からあった。現代では自己顕示や予算獲得のため一般的でないカタカナ語をわざと使うことが横行していると指摘される。カタカナ言葉が広がるにつれ、お役所言葉や再開発エリアなど、堅苦しさを和らげる意図で、敢えてカタカナ名、それもよく分からないような名称を付けることが広まった。そして2010年代になるとカタカナ語の多用がむしろ格好悪いというイメージが広まった。
アイスランド語のように新しい事物や概念を取り入れた際も固有語での表記を原則としている言語や、トルコの言語純化運動、スペイン、ポルトガルでのイベリア半島の言語純化運動、韓国や北朝鮮での朝鮮語の国語純化運動など、借用語の置き換えなどをおこなって言語を純化した例もある。日本においてはカナモジカイ（1920年発足）などの日本語表音文字化論者が、同音異義語が多い漢語の制限を主張していた。

### 制限反対論
一方で現代国語の外来語の使用頻度は高く、あらゆる言語は他の言語からの借用語を含むものであり、このような主張は言語の自然な変化というものを無視した意見であるという主張がある。
国語学者の山口仲美は、言い換え案のほとんどは漢語であり、ただでさえ多い漢語をふたたび増やし、同音異義語の問題を大きくしてしまう、和製漢語は中国文化が浸透していた時代にあっていた方法なのであって、現在の日本はアメリカ文化が浸透しているのだから、片仮名の外来語のままにしておいて意味の定着を待つべきではないかと主張している。

## 日本語以外の言語における外来語
外来語は、言語接触によって自然に起こる現象であり、多数の言葉が入り交じる地域ではむしろ当然のようにあらゆる言語から借用語として取り入れられている。
例えば、ノルマン・コンクエストでイングランドがノルマン人に支配されることによって多くのフランス語の単語が英語に取り入れられた。イスラム教徒に支配されたイベリア半島のスペイン語、ポルトガル語にはアラビア語やベルベル語から大量の単語が流入した。キリスト教徒によるレコンキスタ完了後はイベリア半島の言語純化運動が起こるものの、ポルトガル語ではアラビア語単語の追放に成功したが、スペイン語ではいまだに多くのアラビア語の単語がみられる。また、多くの民族が流入したタイのタイ語はその約3分の2が外来語といわれている。
交通網、マスメディア、インターネットが発達した現在では、よほどの未開地の言語でもない限り、世界中のどの言語も外来語の影響を常に受け続ける環境にあるといえる。
しかし、自然に起こりうる外来語ではなく、「高輪ゲートウェイ駅」のように外国への憧れや崇拝などによる外来語もある。例えば、アメリカでも英語本来の語彙があるのに、フランス語の単語を使用する例がある。これはフランスもしくはヨーロッパ文化をより高いものと観ているからと思われる。

## カタカナ英語
カタカナ英語とは、日本人の話す「日本語訛りの英語の発音」のことである。